# Дьогтєв Петро Максимович
Петро Максимович Дьогтєв (1918—2003) — сержант Робітничо-селянської Червоної Армії, учасник Другої світової війни, Герой Радянського Союзу (1944).

## Біографія
Петро Дьогтєв народився 19 грудня 1918 року в селі Новосолдатка (нині — Репйовський район Воронезької області) в сім'ї селянина. Закінчив сім класів школи. У 1930—1937 роках працював різноробочим у радгоспі. У 1938 році призваний на службу в Робітничо-селянську Червону армію. Брав участь у радянсько-фінській війні, в 1940 році демобілізований. Проживав у Ленінграді, працював на заводі. На початку Другої світової війни разом із заводом був евакуйований до Уфи. У березні 1942 року Дьогтєв повторно призваний в армію. До листопада 1943 року гвардії сержант Петро Дьогтєв був навідником гармати 178-го гвардійського стрілецького полку 60-ї гвардійської стрілецької дивізії 6-ї армії 3-го Українського фронту. Відзначився під час битви за Дніпро.
26 листопада 1943 року Дьогтєв в складі штурмової групи переправився на західний берег Дніпра в районі села Розумівка Запорізького району Запорізької області Української РСР. Під масованим ворожим вогнем він знищив дзот, кулемет і протитанкову рушницю противника, що сприяло успішному захопленню плацдарму. Коли супротивник зробив проти окопалися на плацдармі радянських підрозділів контратаку трьома танками і двома батальйонами піхоти, Дьогтєв підбив один з танків, змусивши повернути назад інші. Дії Дьогтєва сприяли утриманню плацдарму до підходу основних сил.
Указом Президії Верховної Ради СРСР від 22 лютого 1944 року за зразкове виконання бойових завдань командування і проявлені мужність і героїзм у боях з німецькими загарбниками гвардії сержант Петро Дьогтєв удостоєний високого звання Героя Радянського Союзу з врученням ордена Леніна і медалі «Золота Зірка» за номером 3415.
Після закінчення війни Дьогтєв був демобілізований. Проживав у станиці Михайлівська Курганинського району Краснодарського краю, працював завідувачем місцевим клубом, заступником директора школи № 29 по господарській частині. Останні роки свого життя провів у Курганинське. Помер 11 жовтня 2003 року.
Також нагороджений орденами Вітчизняної війни 1-го і 2-го ступеня, а також рядом медалей.